# 金牛座76
金牛座76，又名BD+14 702，HD 28294、SAO 93948、HR 1408，是金牛座的一颗恒星，视星等为5.9，位于銀經181.26，銀緯-22.77，其B1900.0坐标为赤經4h 22m 43.3s，赤緯+14° -22.77′ 7″。